# Tapakuler
Tapakuler (Rhinocryptidae) är en familj med små suboscina tättingar som främst förekommer i Sydamerika där den största mångfalden finns i Anderna. Tre arter – chocótapakul (Scytalopus chocoensis), tacarcunatapakul (S. panamensis) och gråvattrad tapakul (S. argentifrons) – förekommer i södra Centralamerika. 

## Utseende och levnadssätt
Tapakulerna är små till medelstora fåglar, med en längd mellan 10 och 24 cm. De är markbundna fåglar och dåliga flygare som har korta vingar. Istället har de kraftfulla ben som är väl anpassade till deras biotop som består av gräsmark eller skogens undervegetation. Stjärten är uppåtriktad och pekar mot huvudet. Merparten av arterna är små svarta eller bruna fåglar men det finns även några större och mer färggranna arter. De uppmärksammas främst genom sina läten och arterna inom släktet Scytalopus identifieras utifrån läten.
De har en spetsig näbb och lever av insekter, frön och andra mjuka växtdelar, och skrapar upp föda från marken likt vissa hönsfåglar som fasaner. De flesta arter lägger två ägg på en skyddad plats som en jordhåla, en trädhåla eller ett sfäriskt rede.

## Status och hot
Vissa arter av tapakulerna har mycket lokala utbredningsområden och eftersom de är dåliga flygare så kan de lätt isoleras i mindre populationer vilket leder till fragmentarisering. Idag (2022) kategoriserar internationella naturvårdsunionen IUCN bahiaborstpanna (Merulaxis stresemanni) som akut hotad (CR) samt de sju arterna bahiatapakul (Eleoscytalopus psychopompus), kärrtapakul (Scytalopus iraiensis), brasiliatapakul (S. novacapitalis), diamantinatapakul (S. diamantinensis), magdalenatapakul (S. rodriguezi), ecuadortapakulo (S. robbinsi) och paramillotapakul (S. canus) som starkt hotade (EN).

## Taxonomi
Tapakulerna placeras traditionellt i den distinkta familjen Rhinocryptidae. Tidigare inkluderades även månbrösten, numera i den egna familjen Conopophagidae. Molekylära studier i början av 2000-talet indikerade att en stor del av tapakulerna kanske bäst borde beskrivas som en tribus eller en underfamilj inom familjen myrtrastar (Formicariidae), däribland typarten tofstapakul (Rhinocrypta lanceolata) och släktena Pteroptochos, Scytalopus och Liosceles. Det fanns också förslag att andra släkten kanske borde flyttas till Conopophagidae, och då främst Teledromas. Senare studier bekräftar dock att alla släkten traditionellt klassificerade som tapakuler, utom månbrösten, faktiskt ingår i familjen.
Artgränserna inom släktet Scytalopus är bland de mest komplexa problemen inom neotropisk ornitologi. De har mycket kryptiska fjäderdräkter och identifiering utifrån visuella karaktärer är ofta omöjligt. Studier av läten och DNA behövs oftast för att utröna en specifik populations taxonomiska status. Flera nya arter för vetenskapen har beskrivit under 2000-talet, däribland antioquiatapakul (Scytalopus stilesi) och magdalenatapakul (S. rodriguezi) från Colombia. Utöver detta finns det ett antal kända arter som fortfarande inte beskrivits taxonomiskt, som exempelvis de två peruanska taxonen som än så länge kallas "Apurimac Tapaculo" och "Millpo Tapaculo", medan andra redan beskrivna taxon kanske omfattar flera arter. Den bästa illustrationen av osäkerheten kring detta släkte är att det bara fanns tio beskrivna arter 1970 och att den siffran idag är nästan fem gånger så hög.

## Släkten och arter
Enligt AviList:
- Släkte Scelorchilus

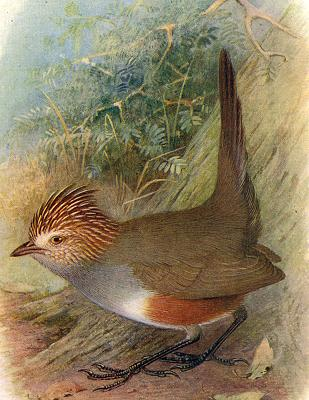
Tofstapakul (Rhinocrypta lanceolata). Familjens typart.

  - Vitstrupig tapakul (S. albicollis)
  - Chucaotapakul (S. rubecula)
- Släkte Pteroptochos
  - Kastanjestrupig tapakul (P. castaneus)
  - Svartstrupig tapakul (P. tarnii)
  - Mustaschtapakul (P. megapodius)
- Släkte Psilorhamphus
  - Bambusmyg (P. guttatus)
- Släkte Liosceles
  - Amazontapakul (L. thoracicus)
- Släkte Acropternis
  - Pärltapakul (A. orthonyx)
- Släkte Teledromas
  - Sandtapakul (T. fuscus)
- Släkte Rhinocrypta
  - Tofstapakul (R. lanceolata)
- Släkte Merulaxis
  - Svart borstpanna (M. ater)
  - Bahiaborstpanna (M. stresemanni)
- Släkte Eleoscytalopus
  - Vitbröstad tapakul (E. indigoticus)
  - Bahiatapakul (E. psychopompus)
- Släkte Myornis
  - Grå tapakul (M. senilis)
- Släkte Eugralla
  - Ockrasidig tapakul (E. paradoxa)
- Släkte Scytalopus – 49 arter

### Taxa som tidigare fördes till familjen
Familj Melanopareiidae (månbröst)
- Släkte Melanopareia
  - Halsbandsmånbröst (M. torquata)
  - Chacomånbröst (M. maximiliani)
  - Praktmånbröst (M. elegans)
  - Marañónmånbröst (M. maranonica)